# Червонный король
Червонный король — карта червонной масти с изображением короля. В большинстве игр — вторая по старшинству червонная карта, ниже туза и выше дамы червей.
В игре «Кинг» имеет специальное значение: целью розыгрыша некоторых сдач является взять или, наоборот, не взять короля червей.

## Дизайн карты
Во французской колоде традиционно ассоциируется с Карлом Великим — первым Императором Запада.
В стандартной англо-американской колоде короля червей иногда называют королём-самоубийцей: некоторым кажется, что он метит мечом себе в голову.
В наиболее распространённой в России атласной колоде червонный король изображён в красной мантии, с мечом в левой руке и державой — символом королевской власти в правой.

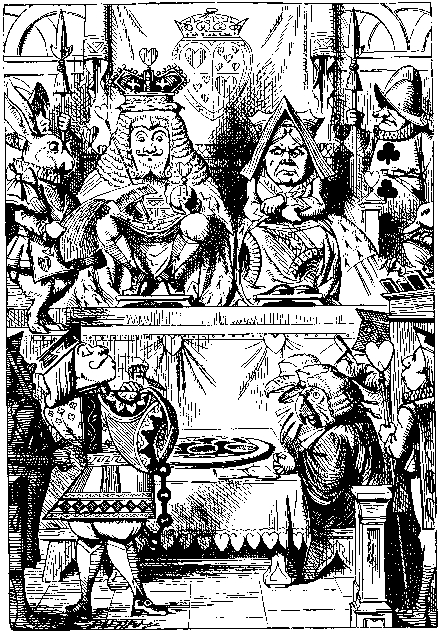
Червонные Король и Королева на суде над Червонным Валетом. Рисунок Дж. Тенниела

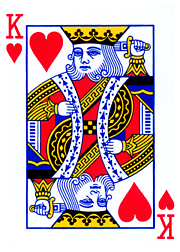
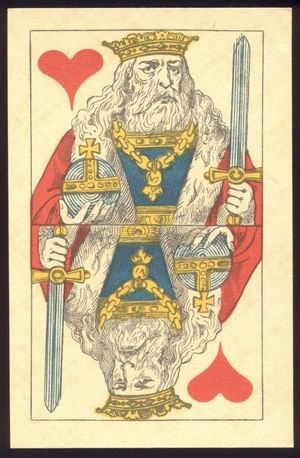

## Упоминания в литературе
Червонный Король — персонаж повести Льюиса Кэррола «Алиса в Стране чудес».

## В Юникоде
Начиная с версии 6.0 стандарта Юникод в нём предусмотрен код для червонного короля:
1F0BE — playing card king of hearts